# Batangas

Batangas läge på Filippinerna

Batangas är en provins på Filippinerna som ligger i regionen CALABARZON. Den har 2 694 335 invånare (2015) på en yta av 3 166 km². Administrativ huvudort är Batangas City.
Provinsen är indelad i 31 kommuner och 3 städer. Större städer och orter är Batangas City, Bauan, Lipa City och Tanauan.